# Hagymás boglárka
A hagymás boglárka vagy gumós boglárka (Ranunculus bulbosus) a boglárkavirágúak (Ranunculales) rendjébe, ezen belül a boglárkafélék (Ranunculaceae) családjába tartozó faj.

## Származása, elterjedése
Észak-Afrikában, Nyugat-Ázsiában, a Kaukázusban, Európában él. Magyarországon is honos: a Dunántúlon elég gyakori, máshol szórványos.

## Alfajai
- Ranunculus bulbosus subsp. aleae (Willk.) Rouy & Fourc.
- Ranunculus bulbosus subsp. bulbosus L.

## Megjelenése, felépítése
Lágyszárú, 15–30 cm magas, alján bozontos szőrű gyógynövény. Amint ezt neve is jelzi, szára közvetlenül a talaj alatt gumós.
Hosszú nyelű alsó levelei egyszeresen vagy kétszeresen hármasan összetettek, egyenlőtlenül karéjos fűrészes szélűek, szőrösek.
Az egyesével álló virágok 2–3 cm szélesek, kocsányuk barázdált. A legkönnyebben visszahajló, a szárra simuló csészeleveleiről ismerhető fel.

## Életmódja, élőhelye
Évelő. Száraz gyepekben, félszáraz réteken, legelőkön, lejtőkön, utak szélén nő. A meszes talajokat kedveli. Áprilistól (májustól) június végéig virágzik.

## Felhasználása
Levele Ranunculi bulbosi herba és gyökere Ranunculi bulbosi radix a szénanátha homeopátiás gyógykezelésére használható az alábbi tünetek esetén:
1. Orrgyöki nyomásérzéssel járó orrdugulás sűrű orrváladékkal. Az orrgarat hátsó részén csiklandozó érzés, mely krákogást okoz.
2. Szemben szúró, viszkető, égő érzés.
3. izomszövetben fellépő fájdalmak,
4. a mellkas területén jelentkező fájdalmak, fájdalmas bordaközi neuralgiák, a bordák és a mellizomzat reumatikus fájdalmai,
5. krónikus ízületi reuma,
6. fejfájás,
7. a bél működési zavarai,
8. kimerültség,
9. légszomj, fulladozás és szorongás.

## Képek

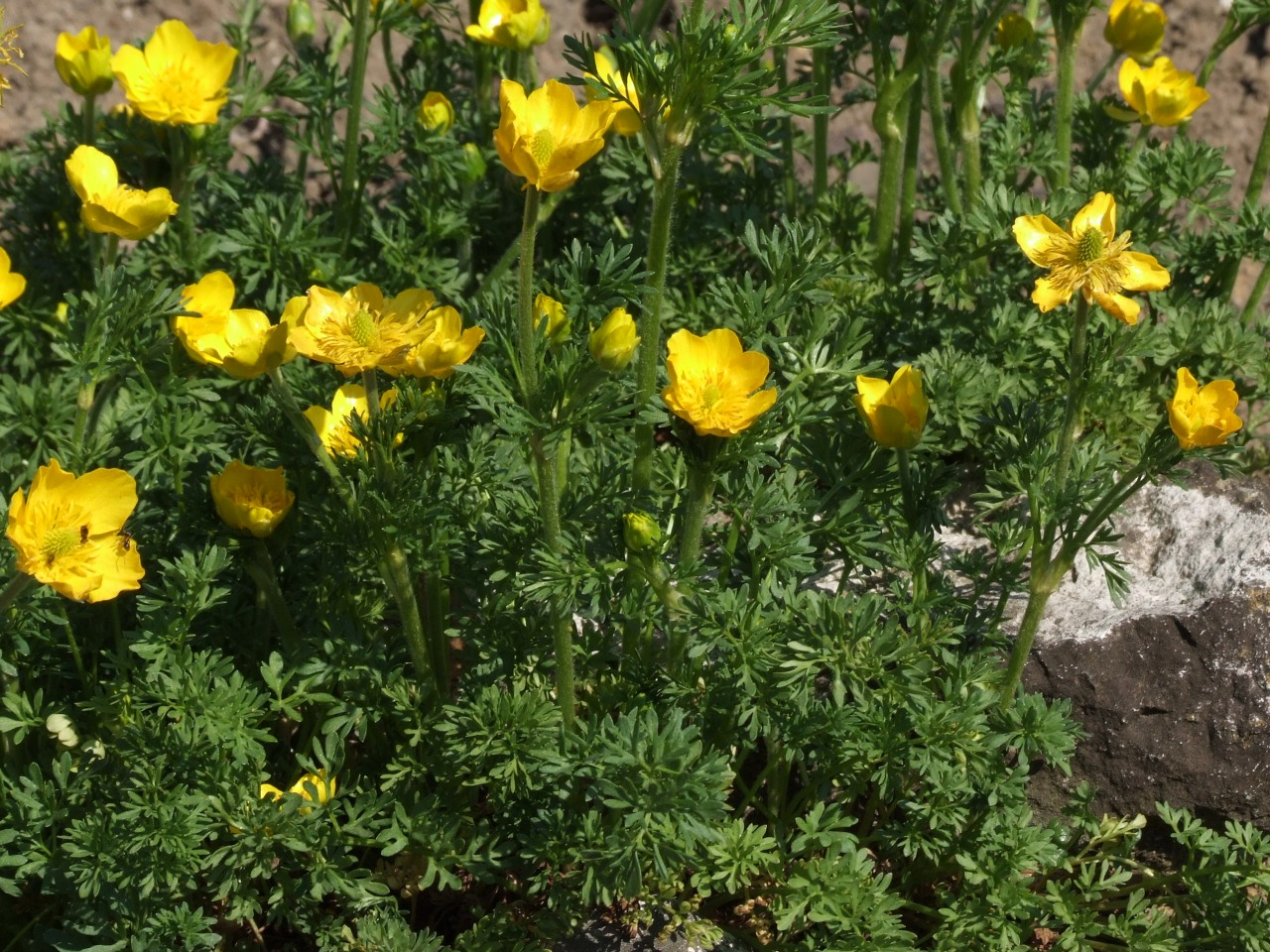
Habitusa
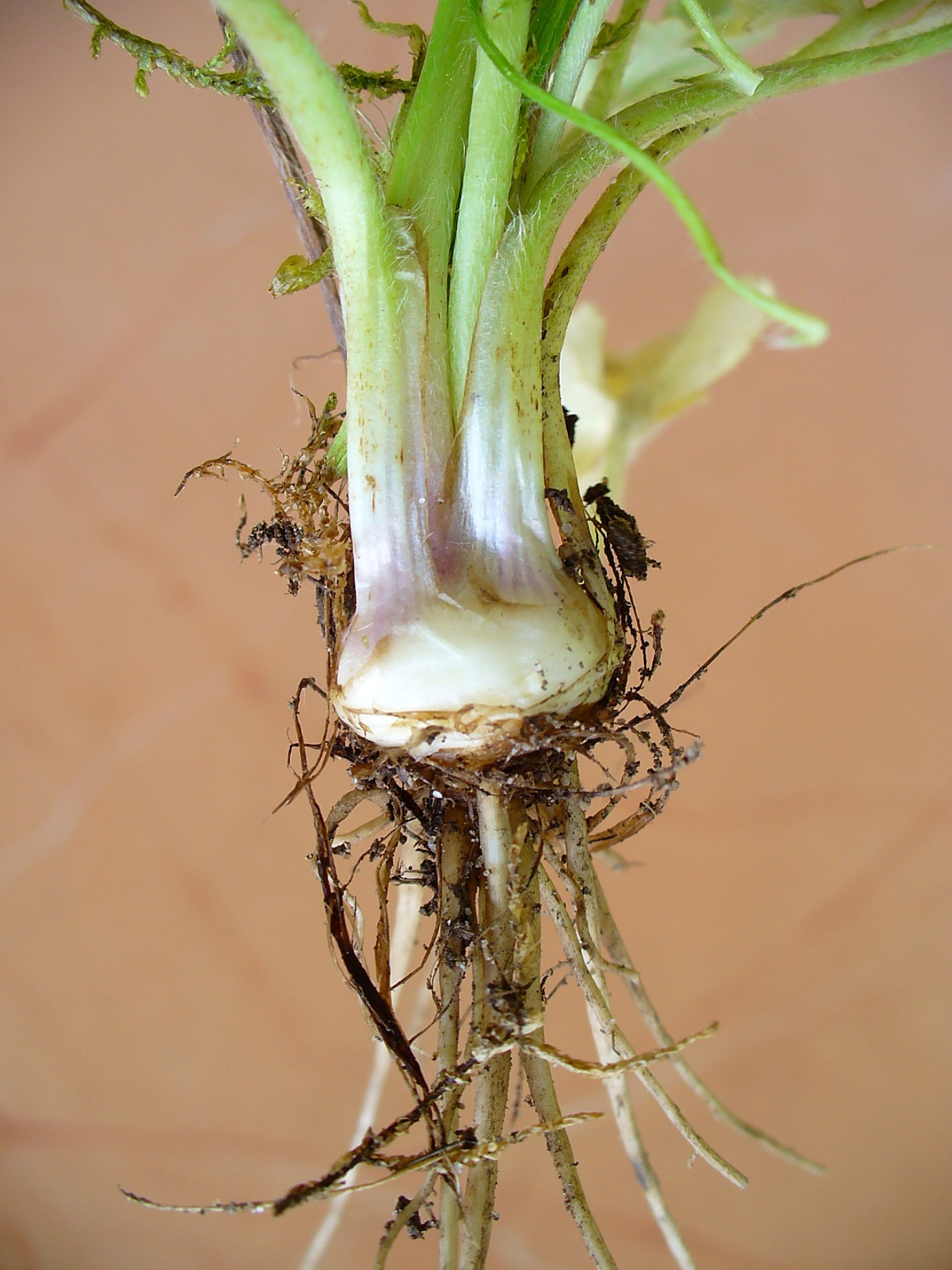
Gyökere
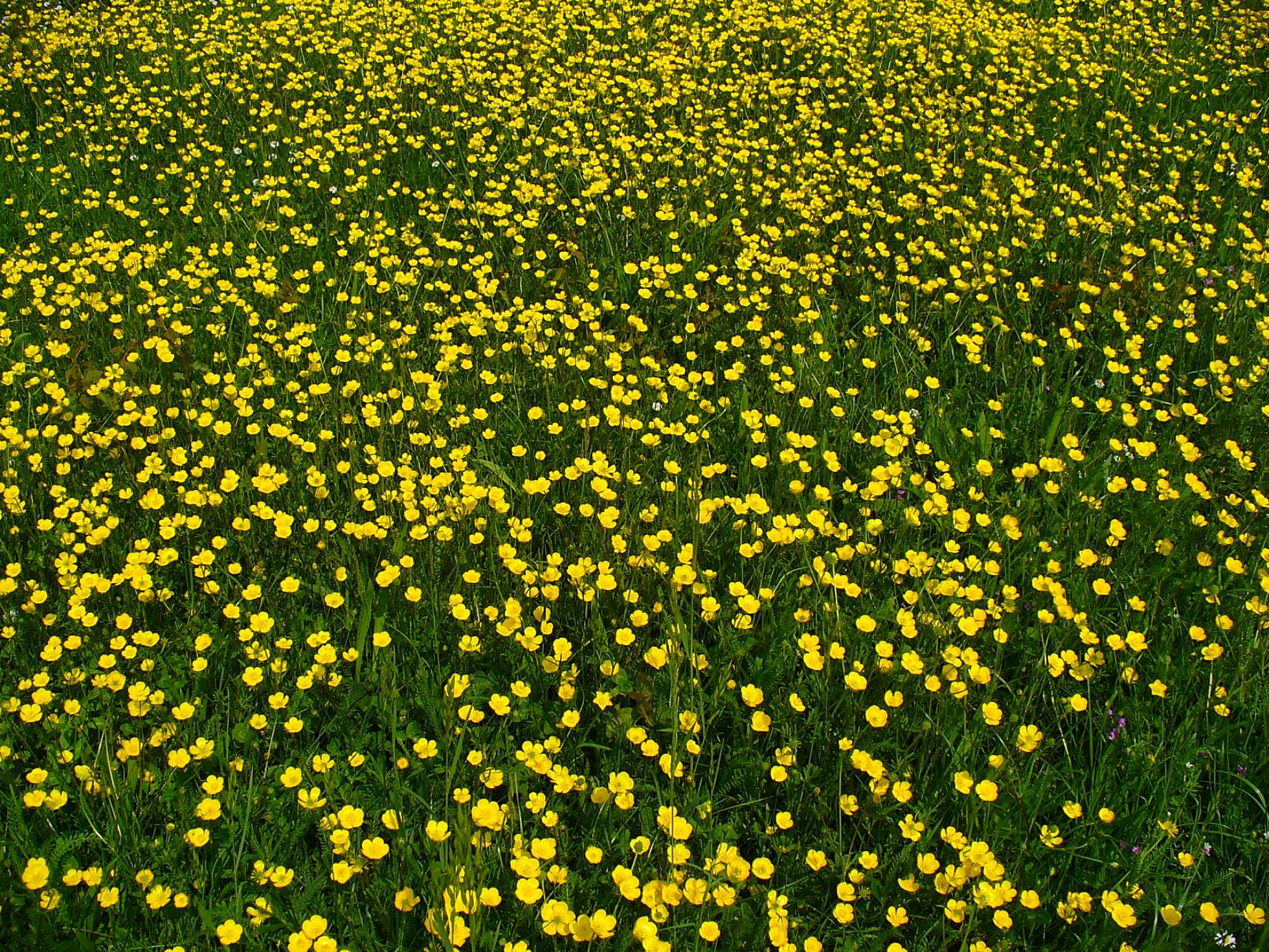
Termőhelyén
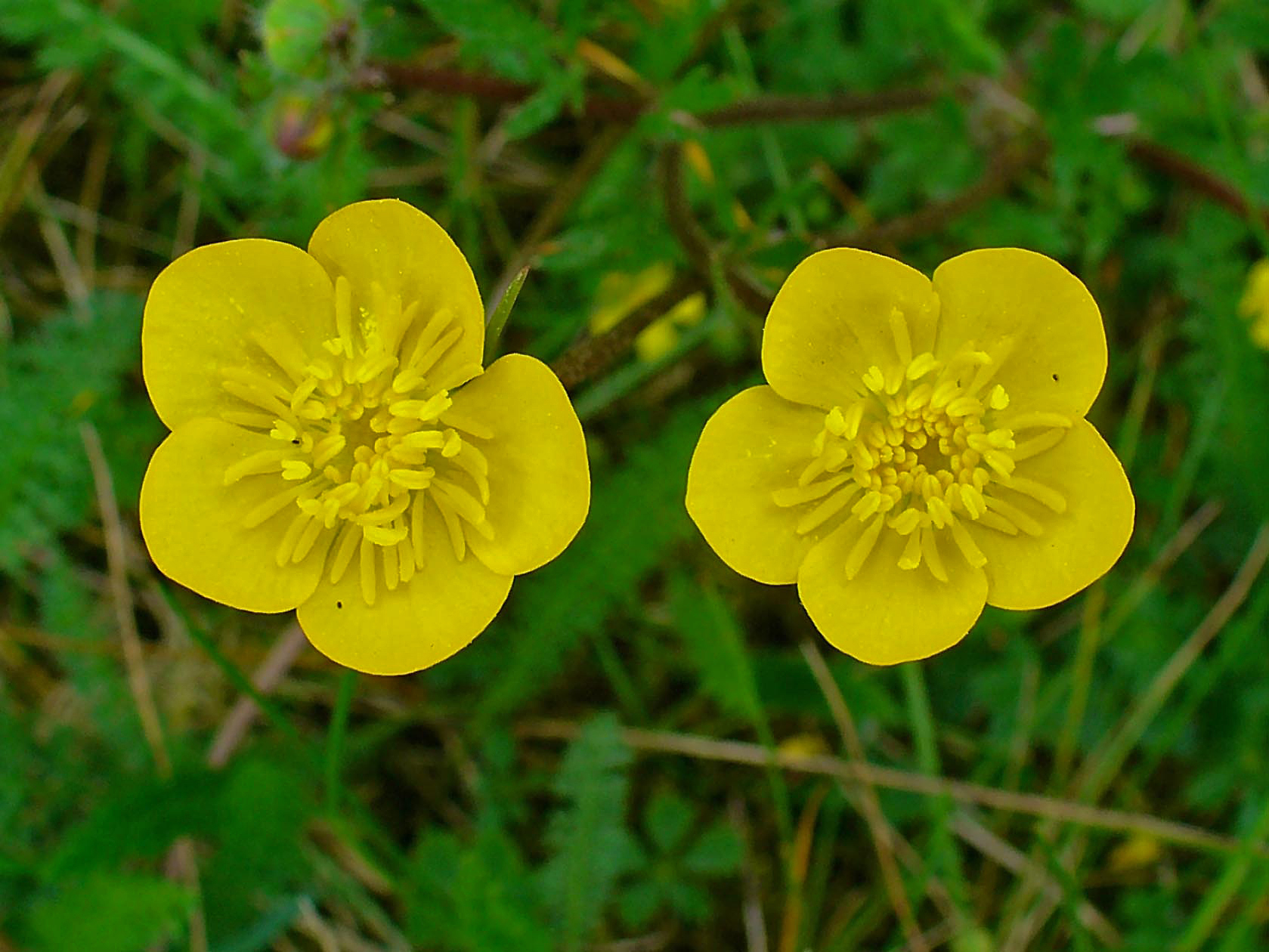
Virága